# Peter Godwin
Peter Godwin (ur. 4 grudnia 1957 w Salisbury) – pisarz, dziennikarz, korespondent zagraniczny, twórca filmów dokumentalnych i prawnik zajmujący się prawami człowieka w Zimbabwe. Autor reportaży z ponad 60 krajów. W latach 2012–2015 prezesa PEN American Center; członek Council on Foreign Relations.

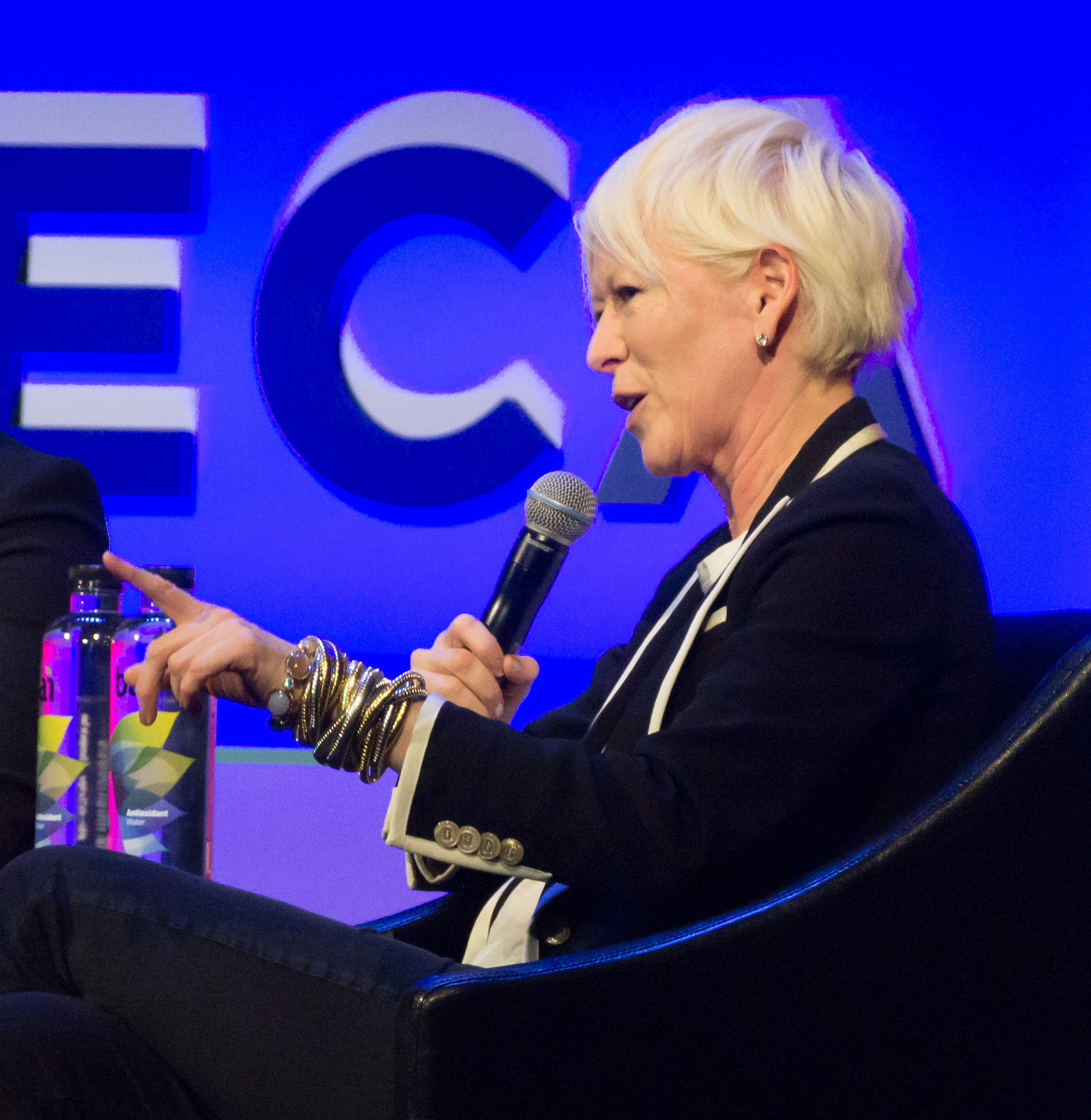
Joanna Coles, Tribeca Film Festival, 2018

## Życiorys
Peter urodził się w Salisbury (obecnie Harare) w Rodezji (dzisiejsze Zimbabwe). Ojciec, Kazimierz Jerzy Goldfarb, był polskim inżynierem żydowskiego pochodzenia. Matka i siostra ojca zostały zamordowane w obozie zagłady w Treblince. Jako nastolatek wyjechał do Londynu, gdzie ukończył studia i poznał swoją przyszłą żonę Mary Helen. W obawie przed antysemityzmem przez wiele lat ukrywał żydowskie pochodzenie i posługiwał się nazwiskiem George Godwin. Po ślubie rodzice Petera wyjechali do Afryki, gdzie urodziła się ich trójka dzieci. Mary Helen Godwin Rose pracowała jako lekarz.
Peter był najmłodszy z rodzeństwa, dorastał w Rodezji, gdzie uczęszczał do St. George’s College. W wieku siedemnastu lat został powołany do brytyjskiej policji południowoafrykańskiej (British South Africa Police), która brała udział w wojnie domowej o wyzwolenie Zimbabwe. W 1978 r. jego starsza siostra Jain i jej narzeczony zginęli w zasadzce wojskowej przygotowanej do ataku na partyzantów. Druga siostra, Georgina Godwin, jest dziennikarką.

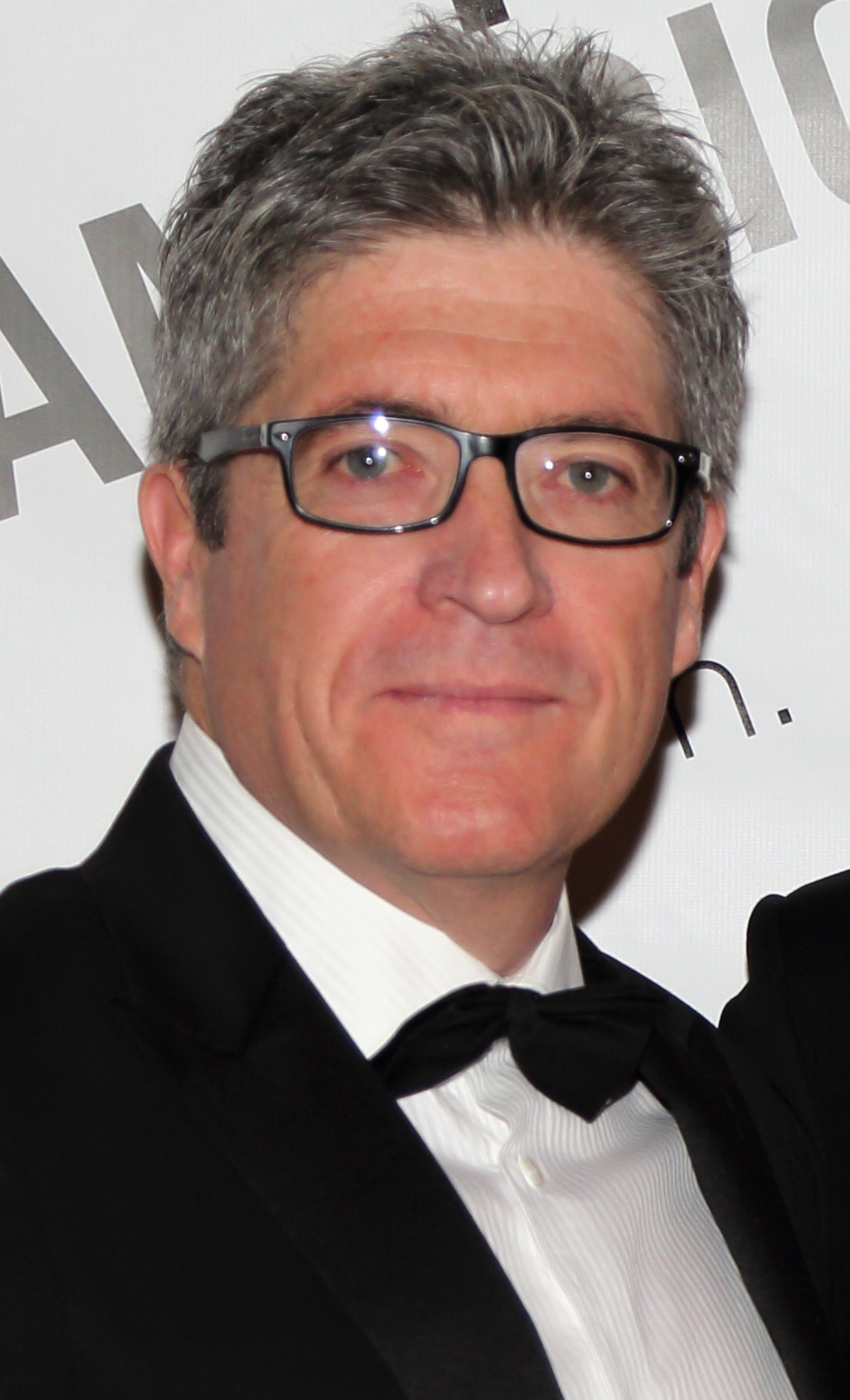
Peter Godwin, 2014

Peter Godwin studiował prawo na University of Cambridge i stosunki międzynarodowe na Uniwersytecie Oksfordzkim. Po studiach praktykował prawo dotyczące praw człowieka w Zimbabwe. Jako korespondent zagraniczny i wojenny napisał i nagrał reportaże z ponad 60 krajów w tym relacje z wojen w Zimbabwe, Mozambiku, Angoli, Namibii, Somalii, Ugandzie, Kongo, Sudanie, Wybrzeżu Kości Słoniowej, Kosowie, Bośni i z ostatnich latach apartheidu Republiki Południowej Afryki. Był korespondentem The Sunday Times oraz programu Assignment realizowanego przez BBC. Jego reportaże ukazywały się w wielu gazetach i magazynach m.in.: „The New York Times Magazine”,, „National Geographic”,, „Vanity Fair”, „Time”, „Newsweek”, „The Guardian”, i „Men’s Journal”. W 1993 r. zrealizował dokumentalny film The Industry of Death o handlu usługami seksualnymi w Tajlandii. Film zdobył złoty medal na New York Film Festival.
Jest autorem sześciu książek non-fiction. W 1997 r. wydał książkę Mukiwa. Biały chłopak w Afryce, za którą otrzymał nagrodę George’a Orwella i nagrodę Esquire-Apple-Waterstones. Za wydaną w 2006 r. Gdzie krokodyl zjada słońce otrzymał nagrodę Borders Original Voices Award. W 2011 r. opublikował reportaż Strach. Ostatnie dni Roberta Mugabe, który został uznany za najlepszą książkę roku przez „The New Yorker”, „Publishers Weekly” i „The Economist”.
Peter Godwin wykładał w Princeton University, New School, Columbia University i Wesleyan University. W latach 2012–2015 pełnił funkcję prezesa PEN American Center. Jest stypendystą Orwell Fellow, Guggenheim Fellow, MacDowell Fellow i członkiem Council on Foreign Relations.

## Życie prywatne
Żoną Petera Godwina była dziennikarka, redaktorka Joanna Coles. Mają dwóch synów: Thomasa i Hugo. Wspólnie napisali książkę The Three of U.S.: A New Life in New York. Para rozwiodła się w 2019 r. Z poprzedniego związku ma córkę Holly.

## Wybrane dzieła
- 1997: Mukiwa. Biały chłopak w Afryce[4]
- 2000: The Three of U.S.: A New Life in New York, współautor Joanna Coles[20]
- 2005: Rhodesians Never Die, współautor Ian Hancock[10]
- 2006: Gdzie krokodyl zjada słońce[21]
- 2007: Wild at Heart: Man and Beast in Southern Africa, fotografie Chris Johns[22]
- 2011: Strach. Ostatnie dni Roberta Mugabe[14]